# آیامه گوریکی
آیامه گوریکی (انگلیسی: Ayame Goriki؛ زادهٔ ۲۷ اوت ۱۹۹۲) هنرپیشه، مدل (شخص)، و خواننده اهل ژاپن است. وی از سال ۲۰۰۲ میلادی تاکنون مشغول فعالیت بوده‌است.